# The Spoilers (1930)
The Spoilers (br: Inferno Dourado) é um filme estadunidense de 1930, do gênero faroeste, dirigido por Edwin Carewe. Esta é a terceira versão do romance de Rex Beach, publicado em 1906, considerada a melhor. O livro fora adaptado anteriormente em 1914 e 1923 e o seria de novo em 1942 e 1955. Tanto interesse se explica pela boa história e pela famosa sequência de luta no final.

## Sinopse
Roy Glenister e seu parceiro Joe Dextry são donos da mina de ouro Midas, no Alasca. O político mau-caráter Alec McNamara, que a deseja para si, associa-se ao corrupto juiz Stillman para, através de artifícios legais, porém altamente imorais, passar Glenister e Dextry para trás. Um duelo parecia inevitável até que Helen, a namorada de Glenister, sugere que a disputa seja resolvida via tribunais. Contudo, a dona do saloon, Cherry Malotte, com ciúmes de Helen, diz a Glenister que esta e McNamara estão mancomunados. Tudo se resolve com uma espetacular luta de socos no final.

## Elenco
| Ator/Atriz                | Personagem     |
| ------------------------- | -------------- |
| Gary Cooper               | Roy Glenister  |
| Kay Johnson               | Helen Chester  |
| Betty Compson             | Cherry Malotte |
| William 'Stage' Boyd      | Alec McNamara  |
| Harry Green               | Herman         |
| James Kirkwood            | Joe Dextry     |
| George 'Slim' Summerville | Slapjack Simms |
| Lloyd Ingraham            | Juiz Stillman  |

- William 'Stage' Boyd e William Boyd são atores diferentes.